# Jaten (Klego)
Jaten is een bestuurslaag in het regentschap Boyolali van de provincie Midden-Java, Indonesië. Jaten telt 1437 inwoners (volkstelling 2010).